# Градски врт
Стадион Градски врт (хорв. Stadion Gradski vrt) — многофункциональный стадион, расположенный в городе Осиек (Хорватия). Он служит домашней ареной для двух местных футбольных клуба: «Осиека» и «Фортуны». Вместимость стадиона составляет 18 856 человек (17 876 сидячих и 980 стоячих мест).

## История
Сооружение стадиона началось в 1949 году, но работы останавливались несколько раз. Первый матч на стадионе был сыгран 7 сентября 1958 года между местным «Осиеком» и «Слободой» из Тузлы. В 1980 году Градски врт был официально открыт.
В 1982 году была зафиксирована рекордная посещаемость стадиона: на футбольный матч между «Осиеком» и загребским «Динамо» пришло около 40 000 зрителей. Игра закончилась поражением хозяев со счётом 1:2.
В 1998 году были установлены сиденья и рефлекторы. В 2005 году Градски врт был реконструирован. Под западной трибуной расположились VIP-комнаты, трибуна же была перестроена с добавлением 1 000 сидячих мест. Беговые дорожки также были переделаны, а их цвет сменился с традиционного на голубой. После всех этих изменений Градски врт стал соответствовать критериям стадиона УЕФА. В том же году стадион был включён в совместную заявку Хорватии и Венгрии на проведение чемпионата Европы по футболу 2012. В тот же период был представлен проект нового стадиона с большей вместимостью.
В 2010 году Градски врт вновь подвергся изменениям: газон был заменён, были закрашены ограждения и пронумерованы места. Поводом для них стал товарищеский матч между сборными Хорватии и Уэльса 23 мая того же года.
10 мая 2016 года стадион Градски врт принял у себя финал Кубка Хорватии, в котором загребское «Динамо» оказалось сильнее клуба «Славен Белупо» со счётом 2:1.

## Будущее
В июне 2017 года директор футбольного клуба «Осиек» Игор Галич объявил, что нынешний стадион Градски врт будет в скором времени снесён, а на его месте появится новый. Вместимость новой арены должна составить 12 000 человек, а все места станут сидячями. Стадион должен будет соответствовать категории 4 УЕФА. Во время реконструкции «Осиек» будет проводить домашние матчи на стадионе, который будет частью клубного футбольного комплекса.

## Матчи сборных
| Дата                      | Соревнование                        | Соперник                  | Результат                 | Зрители                   | Ссылки                    |
| Хорватия (1990–наст. вр.) | Хорватия (1990–наст. вр.)           | Хорватия (1990–наст. вр.) | Хорватия (1990–наст. вр.) | Хорватия (1990–наст. вр.) | Хорватия (1990–наст. вр.) |
| ------------------------- | ----------------------------------- | ------------------------- | ------------------------- | ------------------------- | ------------------------- |
| 10 апреля 1996            | товарищеский матч                   | Венгрия                   | 4:1                       | 15 000                    |                           |
| 22 апреля 1998            | товарищеский матч                   | Польша                    | 4:1                       | 20:000                    |                           |
| 24 марта 2001             | квалификация чемпионата мира 2002   | Латвия                    | 4:1                       | 13 345                    |                           |
| 7 сентября 2002           | квалификация чемпионата Европы 2004 | Эстония                   | 0:0                       | 10 000                    |                           |
| 28 мая 2006               | товарищеский матч                   | Иран                      | 2:2                       | 20 000                    |                           |
| 23 мая 2010               | товарищеский матч                   | Уэльс                     | 2:0                       | 15 000                    |                           |
| 16 октября 2012           | квалификация чемпионата мира 2014   | Уэльс                     | 2:0                       | 18 000                    |                           |
| 31 мая 2014               | товарищеский матч                   | Мали                      | 2:1                       | 15 700                    |                           |
| 13 октября 2014           | квалификация чемпионата Европы 2016 | Азербайджан               | 6:0                       | 16 020                    |                           |
| 23 марта 2016             | товарищеский матч                   | Израиль                   | 2:0                       | 15 000                    |                           |

## Галерея

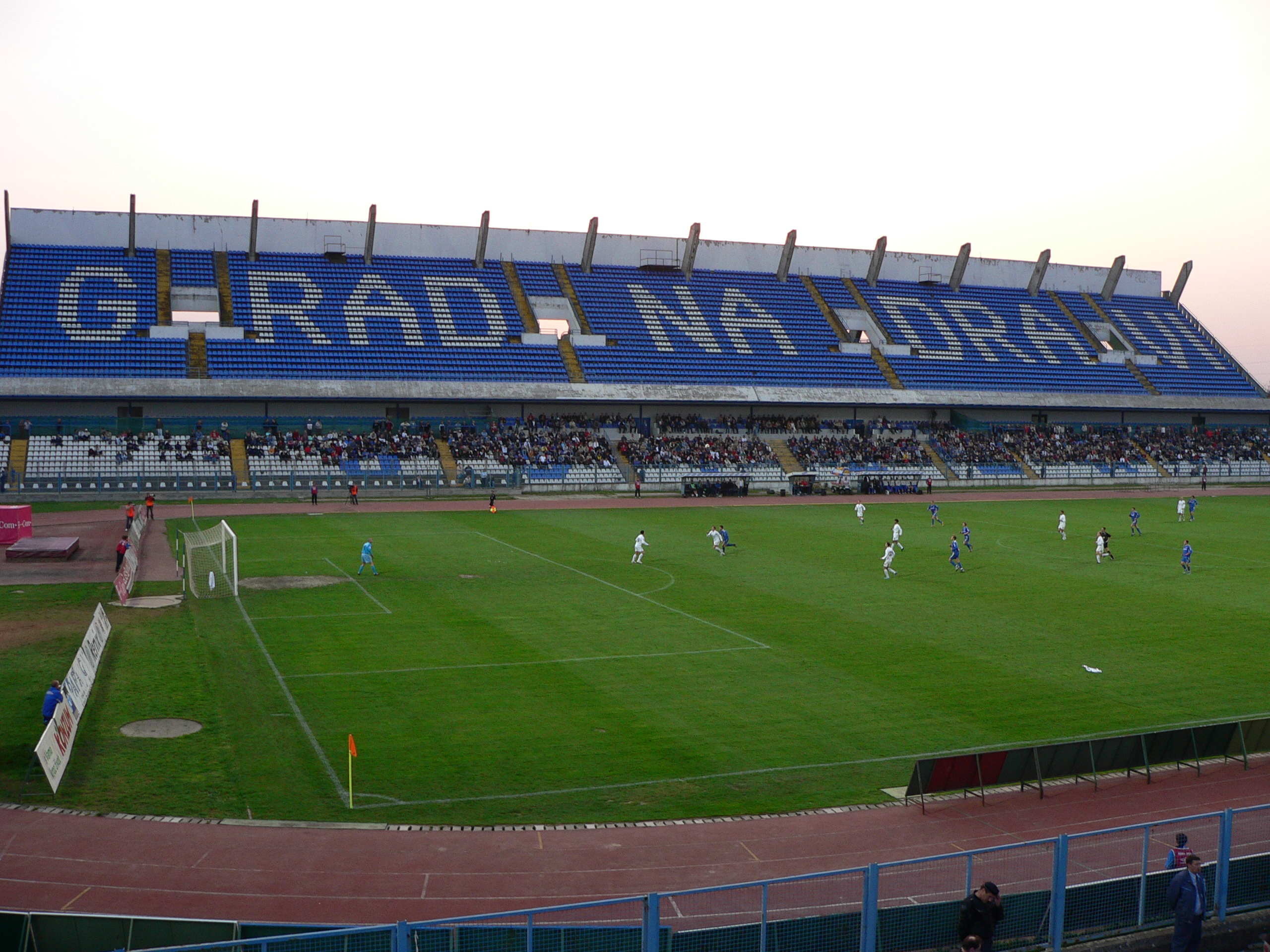
Западная трибуна (до реконструкции 2005 года)
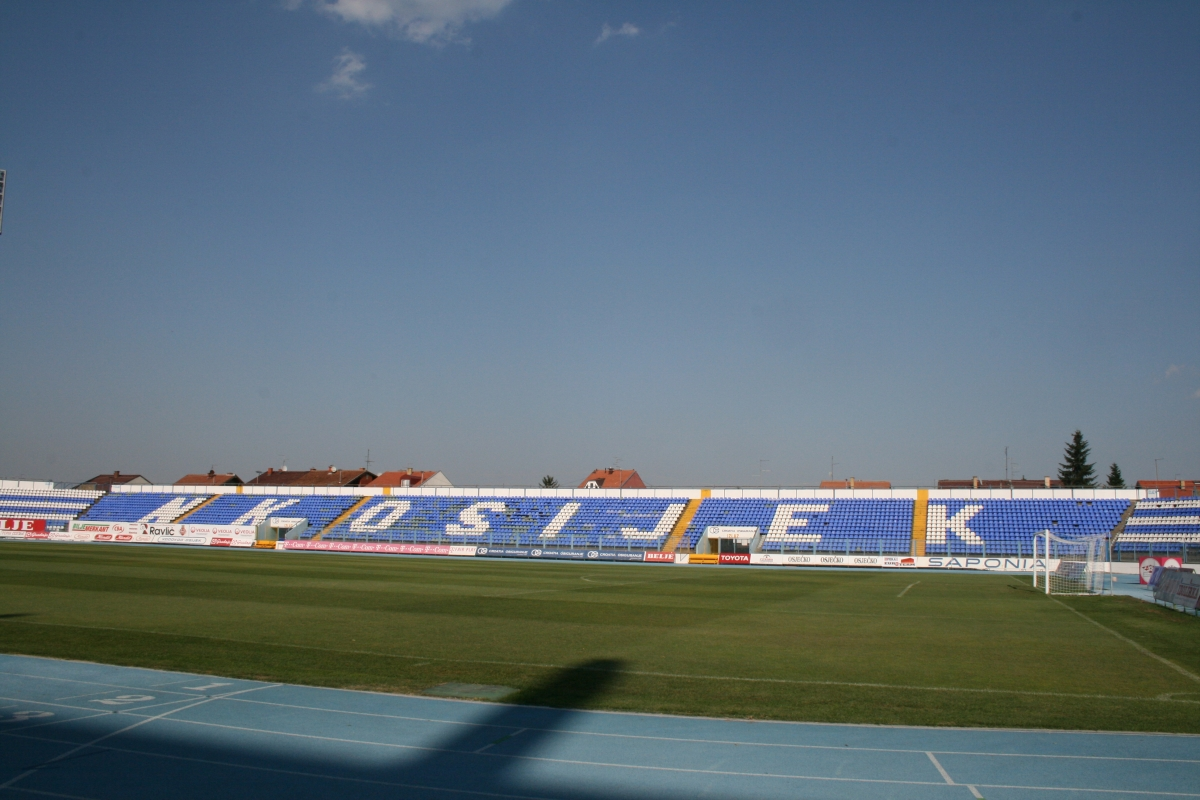
Восточная трибуна (после реконструкции 2005 года)